# パヴェウ・キェシェク
パヴェウ・キェシェク（ポーランド語: Paweł Kieszek、[ˈpavɛu̯ ˈkʲɛʂɛk]、1984年4月16日 - ）は、ポーランドのサッカー選手。ポジションはGK。

## クラブ歴
ワルシャワに生まれポロニア・ワルシャワで選手デビュー。2006年1月にエガレオFCに1年のレンタル移籍を経験した。ポロニア・ワルシャワに復帰した時にはクラブはエクストラクラサから降格しており、彼自身も怪我によって再昇格の戦力にはあまり貢献できなかった。
2007年6月にSCブラガに自由契約から移籍。2008年2月21日のUEFAカップ 2007-08のSVヴェルダー・ブレーメン戦で初出場。その3日後にプリメイラ・リーガでも初出場。2009年1月にヴィトーリア・セトゥーバルに半年のレンタル移籍、降格危機にあったクラブで重用された。ブラガに戻るとエドゥアルドの控えとなった。2009-10シーズンはタッサ・ダ・リーガで3試合に出場したのみであったため、2010年7月に4年契約でFCポルトに移籍したが、所有権の50%はブラガが保有した。公式戦4試合のみの出場に止まったので、翌年8月にはローダJCにレンタル移籍となった。その後、ヴィトーリアに再び加入し2シーズンを過ごした。2014年6月16日にGDエストリル・プライアに2年契約で移籍。
2016年7月13日にセグンダ・ディビシオンのコルドバCFに加入。
2018年8月31日、マラガCFに移籍した。

## タイトル
ポルト
- プリメイラ・リーガ: 2010-11
- タッサ・デ・ポルトガル: 2010-11